# Sachsen-Römhild
Công quốc Sachsen-Römhild (tiếng Đức: Herzogtum Sachsen-Römhild) là một nhà nước của Các công quốc Ernestine thuộc Đế quốc La Mã Thần thánh, toạ lạc ở chân đồi phía Nam của Rừng Thuringia. Nó chỉ tồn tại trong 30 năm, từ 1680 đến 1710, chỉ với 1 đời công tước duy nhất, vì ông này qua đời mà không có con nên sau khi tạ thế, lãnh địa và tài sản của Sachsen-Römhild được phân chia cho 4 công tước là anh em của ông.
Lãnh thổ của Sachsen-Römhild có nguồn gốc từ việc phân tách Công quốc Sachsen-Gotha sau cái chết của Công tước Ernst Ngoan đạo vào năm 1675, và nó được chia cho người con trai thứ 4 trong số 7 người con của vị công tước này.

## Lịch sử
Sau khi công tước Ernst Ngoan đạo của Sachsen-Gotha qua đời vào ngày 26 tháng 3 năm 1675 tại Gotha, công quốc được chia tách vào ngày 24 tháng 2 năm 1680 cho 7 người con trai còn sống của ông. Vùng đất Sachsen-Römhild thuộc về con trai thứ tư, người lấy tước hiệu là Heinrich I xứ Sachsen-Römhild (1650–1710). Công quốc mới bao gồm các huyện Römhild, Königsberg (sau này bị mất vào tay công tước xứ Sachsen-Hildburghausen vào năm 1683) và Themar, nhà máy rượu ở Behrungen, khu đất của tu viện Milz, và một số vùng đất nhất định của gia tộc Echter ở Mespelbrunn đã bị mất vào năm 1665 vào tay Sachsen. Nhưng Công tước Heinrich chưa bao giờ có toàn bộ chủ quyền đối với các lãnh địa mới của mình. Việc quản lý thực tế được giao cho các cơ quan có thẩm quyền cấp cao hơn ở Gotha - cái gọi là Nexus Gothanus - vì đó là nơi ở của anh trai cả của Heinrich, người trị vì với tước hiệu Friedrich I xứ Sachsen-Gotha-Altenburg.
Năm 1710, Công tước Heinrich qua đời mà không có con trai thừa tự, lãnh địa của ông được chia cho 4 công quốc – Sachsen-Gotha-Altenburg, Sachsen-Coburg-Saalfeld, Sachsen-Meiningen và Sachsen-Hildburghausen. Sachsen-Gotha-Altenburg chiếm 7/12 lãnh thổ huyện Themar. Sachsen-Coburg-Saalfeld có 5/12 huyện Themar và 1/3 huyện Römhild. Hai phần ba huyện Römhild thuộc về Sachsen-Meiningen. Sachsen-Hildburghausen có phần còn lại – nhà máy rượu Behrungen, điền trang của Milz và tài sản của Echter.
Với việc sắp xếp lại Các công quốc Ernestine vào năm 1826, tất cả lãnh thổ của Công quốc Sachsen-Römhild trước đây chỉ tập trung vào Công quốc Sachsen-Meiningen.